# Martin Langhenkel
Martin Langhenkel (Apeldoorn, 10 januari 1959) is een Nederlands voormalig voetballer die als verdediger speelde. Hij speelde in het Nederlandse betaalde voetbal voor Go Ahead Eagles en Heracles Almelo. Bij de amateurs van Robur et Velocitas heeft Langhenkel zijn actieve loopbaan beëindigd. Hij werd ook geselecteerd voor de UEFA-jeugd.
Na zijn actieve voetbalcarrière is Langhenkel trainer geworden bij de amateurs.

## Wedstrijdstatistieken
| Seizoen | Club            | Competitie     | wed. | goals |
| ------- | --------------- | -------------- | ---- | ----- |
| 1978/79 | Go Ahead Eagles | Eredivisie     | 0    | 0     |
| 1979/80 | Heracles Almelo | Eerste divisie | 31   | 3     |
| 1980/81 | Heracles Almelo | Eerste divisie | 23   | 2     |
| 1981/82 | Heracles Almelo | Eerste divisie | 32   | 2     |
| 1982/83 | Heracles Almelo | Eerste divisie | 11   | 2     |
| 1983/84 | Heracles Almelo | Eerste divisie | 19   | 1     |